# Landelino Lavilla

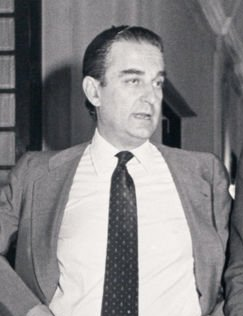
Landelino Lavilla (1981)

Landelino Lavilla Alsina (* 6. August 1934 in Lérida; † 13. April 2020 in Madrid) war ein spanischer Jurist, Wirtschaftsmanager und Politiker der Union des Demokratischen Zentrums UCD (Unión de Centro Democrático), der unter anderem zwischen 1976 und 1979 Justizminister und ferner von 1977 bis 1979 Mitglied des Senats (Senado) war. Er war im Anschluss zwischen 1979 und 1983 Mitglied sowie von 1979 bis 1982 Präsident des Abgeordnetenkongresses (Congreso de los Diputados).

## Leben
Landelino Lavilla Alsina absolvierte nach dem Schulbesuch ein Studium der Rechtswissenschaften an der Universität Saragossa und der Universität Madrid, welches er mit einem Licenciado en Derecho beendete. Des Weiteren erwarb er ein Diplom am Instituto Social León XIII, ein Zentrum für Forschung und Verbreitung der katholischen Soziallehre. Danach war er als Anwalt beim Staatsrat (Consejo de Estado) und als Jurist am Rechnungshof (Tribunal de Cuentas) tätig und arbeitete einige Zeit auch für den Katholischen Propagandistenverband ACdP (Asociación Católica de Propagandistas). 1961 wurde er Generalsekretär des Bank- und Versicherungsunternehmens Banesto (Banco Español de Crédito) und später Präsident des Verwaltungsrates Editorial Católica, des Verlages des ACdP. Darüber hinaus engagierte er sich in der Vereinigung für Verwaltungswissenschaften (Asociación Española de Ciencias Administrativas). 1974 wurde ihm das Großkreuz des Zivilverdienstordens verliehen.
Nach dem Ende des Franquismus übernahm Lavilla am 7. Juli 1976 in der Übergangsregierung Suárez den Posten als Justizminister (Ministro de Justicia) und bekleidete dieses Amt vom 4. Juli 1977 bis zum 23. März 1979 auch im Kabinett Suárez II, woraufhin Rodolfo Martín Villa dieses Amt kommissarisch übernahm. Als Justizminister war er als Notario mayor del Reino auch Obernotar des Königs. Des Weiteren fungierte er als Ministro de Gobernación Interino mehrmals als kommissarischer Innenminister während der Abwesenheit des Amtsinhabers, und zwar am 28. Oktober 1977, am 3. Mai 1978, am 14. Juni 1978, am 3. Juli 1978 sowie am 16. November 1978. In der Verfassunggebenden Versammlung (Legislatura Constituyente) wurde er am 15. Juni 1977 von König Juan Carlos I. zum Mitglied des Senats (Senado) ernannt und gehörte diesem für die Union des Demokratischen Zentrums UCD (Unión de Centro Democrático) bis zum 2. Januar 1979 an. Für seine Verdienste wurde ihm 1979 das Großkreuz des Ordens Karls III. verliehen.
Bei der Parlamentswahl am 31. März 1979 erstmals zum Mitglied des Abgeordnetenkongresses (Congreso de los Diputados) gewählt und vertrat dort zunächst die Provinz Jaén sowie nach der Parlamentswahl am 28. Oktober 1982 bis zu seinem Mandatsverzicht am 28. Juli 1983 die Interessen von Madrid. Während der ersten Legislaturperiode wurde er am 23. März 1979 als Nachfolger von Fernando Álvarez de Miranda Präsident des Abgeordnetenkongresses und bekleidete dieses Amt bis zum 17. November 1982, woraufhin Gregorio Peces-Barba ihn ablöste. Während seiner Amtszeit als Parlamentspräsident kam es am 23. Februar 1981 zum „El Tejerazo“,ein missglückter Putschversuch von Teilen der Guardia Civil und des Militärs, die Demokratie in Spanien zu beenden und eine neuerliche Diktatur zu errichten. Oberstleutnant Antonio Tejero stürmte mit zwei mit Maschinenpistolen bewaffneten Hundertschaften der Guardia Civil um 18:23 Uhr das Parlament (Cortes Generales), das sich gerade in der Wahl des neuen Ministerpräsidenten befand, und unterbrach die Sitzung. Es entstand das Weltpressefoto des Jahres 1981, auf dem zu sehen ist, wie Putschist Antonio Tejero mit einer Pistole in der Hand am Rednerpult steht. Das Geschehen wurde live im Radio übertragen. Er war zugleich von 1979 bis zum 31. August 1982 Präsident des Kongressausschusses, Präsident des Sprecherrates und Vorsitzender des Geschäftsordnungsausschusses sowie bis zum 18. November 1982 Präsident des Ständigen Rates.

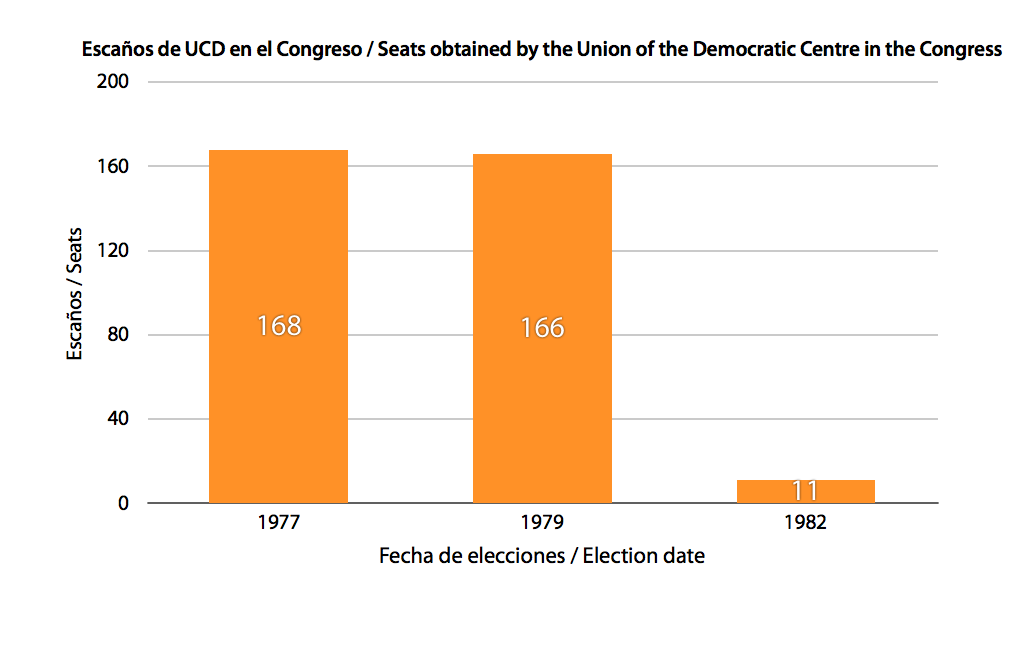
Wahlergebnisse der UCD (1977, 1979, 1982).

In der Folgezeit zerfiel die Unión de Centro Democrático des bislang regierenden Ministerpräsidenten Adolfo Suárez. Ein Teil des sozialdemokratischen Flügels um Francisco Fernández Ordóñez bildete im November 1981 die Demokratische Aktionspartei PAD (Partido de Acción Democrática), die sich später der sozialistischen PSOE anschloss. Nachdem er bei der Wahl des Parteivorsitzenden unterlegen war, verließ der prominenteste Vertreter der Partei, Adolfo Suárez, die UCD im Juli 1982 und gründete mit seinen Anhängern das Demokratische und soziale Zentrum CDS (Centro Democrático y Social). Zudem verließ eine Gruppe von Christdemokraten um Óscar Alzaga die UCD und bildete die Demokratische Volkspartei PDP (Partido Demócrata Popular). Diese schloss sich zur Parlamentswahl im Oktober 1982 mit der post-franquistischen Volksallianz AP (Alianza Popular) unter Manuel Fraga zu einem Mitte-rechts-Bündnis zusammen. Sowohl für die Rumpf-UCD unter ihrem Präsidenten und Fraktionsvorsitzenden Landelino Lavilla als auch für Suárez’ CDS war die Wahl ein Debakel. Die UCD erhielt noch 6,8 Prozent der Stimmen und elf Sitze von 350 Sitze der Abgeordnetenkammer, das CDS schnitt mit zwei Sitzen noch schwächer ab. Die meisten früheren UCD-Wähler wechselten zum rechten Bündnis AP-PDP, aus dem 1983 die Volkskoalition (Coalición Popular) und später die konservative Volkspartei PP (Partido Popular) hervorging. Im Februar 1983 löste sich die UCD auf.
Nach seinem Ausscheiden aus dem Parlament wurde Lavilla am 6. September 1983 Ständiges Mitglied des Staatsrates und gehörte diesem 37 Jahre lang bis zum 13. April 2020 an. 1985 wurde ihm das Großkreuz des Ordens San Raimundo de Penafort sowie 2010 das Großkreuz des Ordens Isabellas der Katholischen (Orden de Isabel la Católica) verliehen. Er war ferner Mitglied der Königlichen Akademie der sittlichen und politischen Wissenschaften (Real Academia de Ciencias Morales y Políticas) und der Königlichen Akademie für Rechtswissenschaft und Gesetzgebung (Real Academia de Jurisprudencia y Legislación). Aus seiner Ehe mit Juana Rubira García-Valdecasas gingen vier Kinder hervor.

## Veröffentlichungen
- Poder judicial y constitución, Madrid 1980
- Los derechos de las nuevas generaciones. Conversaciones de montepríncipe, Mitautoren José Juan Toharia, Diego Gracia Guillén, Fundación Universitaria San Pablo-CEU, Madrid 1990, ISBN 8486-7-9209-6
- Una historia para compartir. Al cambio por la reforma (1976–1977), Galaxia Gutenberg, Barcelona 2017, ISBN 978-8-48109-4-701